# Сошиал-Серкл (Джорджія)
Сошиал-Серкл (англ. Social Circle) — місто (англ. city) в США, в округах Волтон і Ньютон штату Джорджія. Населення — 4974 особи (2020).

## Географія
Сошиал-Серкл розташований за координатами 33°38′53″ пн. ш. 83°42′48″ зх. д. / 33.64806° пн. ш. 83.71333° зх. д. (33.648134, -83.713441).  За даними Бюро перепису населення США в 2010 році місто мало площу 41,61 км², з яких 41,23 км² — суходіл та 0,38 км² — водойми. В 2017 році площа становила 37,91 км², з яких 37,58 км² — суходіл та 0,33 км² — водойми.

## Демографія
Згідно з переписом 2010 року, у місті мешкали 4262 особи в 1506 домогосподарствах у складі 1114 родин. Густота населення становила 102 особи/км².  Було 1737 помешкань (42/км²).
Расовий склад населення:
| - 60,7 % — білих - 35,9 % — чорних або афроамериканців - 0,6 % — азіатів - 0,2 % — корінних американців - 1,2 % — осіб інших рас |

До двох чи більше рас належало 1,4 %. Частка іспаномовних становила 3,1 % від усіх жителів.
За віковим діапазоном населення розподілялося таким чином: 27,1 % — особи молодші 18 років, 57,1 % — особи у віці 18—64 років, 15,8 % — особи у віці 65 років та старші. Медіана віку мешканця становила 36,3 року. На 100 осіб жіночої статі у місті припадало 90,8 чоловіків;  на 100 жінок у віці від 18 років та старших — 84,8 чоловіків також старших 18 років.
Середній дохід на одне домашнє господарство  становив 51 028 доларів США (медіана — 44 004), а середній дохід на одну сім'ю — 55 731 долар (медіана — 44 727). Медіана доходів становила 40 265 доларів для чоловіків та 34 009 доларів для жінок. За межею бідності перебувало 12,4 % осіб, у тому числі 14,5 % дітей у віці до 18 років та 0,0 % осіб у віці 65 років та старших.
Цивільне працевлаштоване населення становило 1842 особи. Основні галузі зайнятості: виробництво — 27,6 %, освіта, охорона здоров'я та соціальна допомога — 15,9 %, роздрібна торгівля — 8,5 %, мистецтво, розваги та відпочинок — 7,6 %.